# Lago Sariqamish
O lago Sariqamish (em turcomeno:  Sarygamyş köli, em usbeque:  Sariqamish ko‘li, em russo:  Сарыкамы́шское озеро) é um lago na Ásia Central, situado a meio caminho entre o mar Cáspio e o mar de Aral. O quarto norte do lago é do Uzbequistão, e os três quartos restantes são do Turquemenistão.

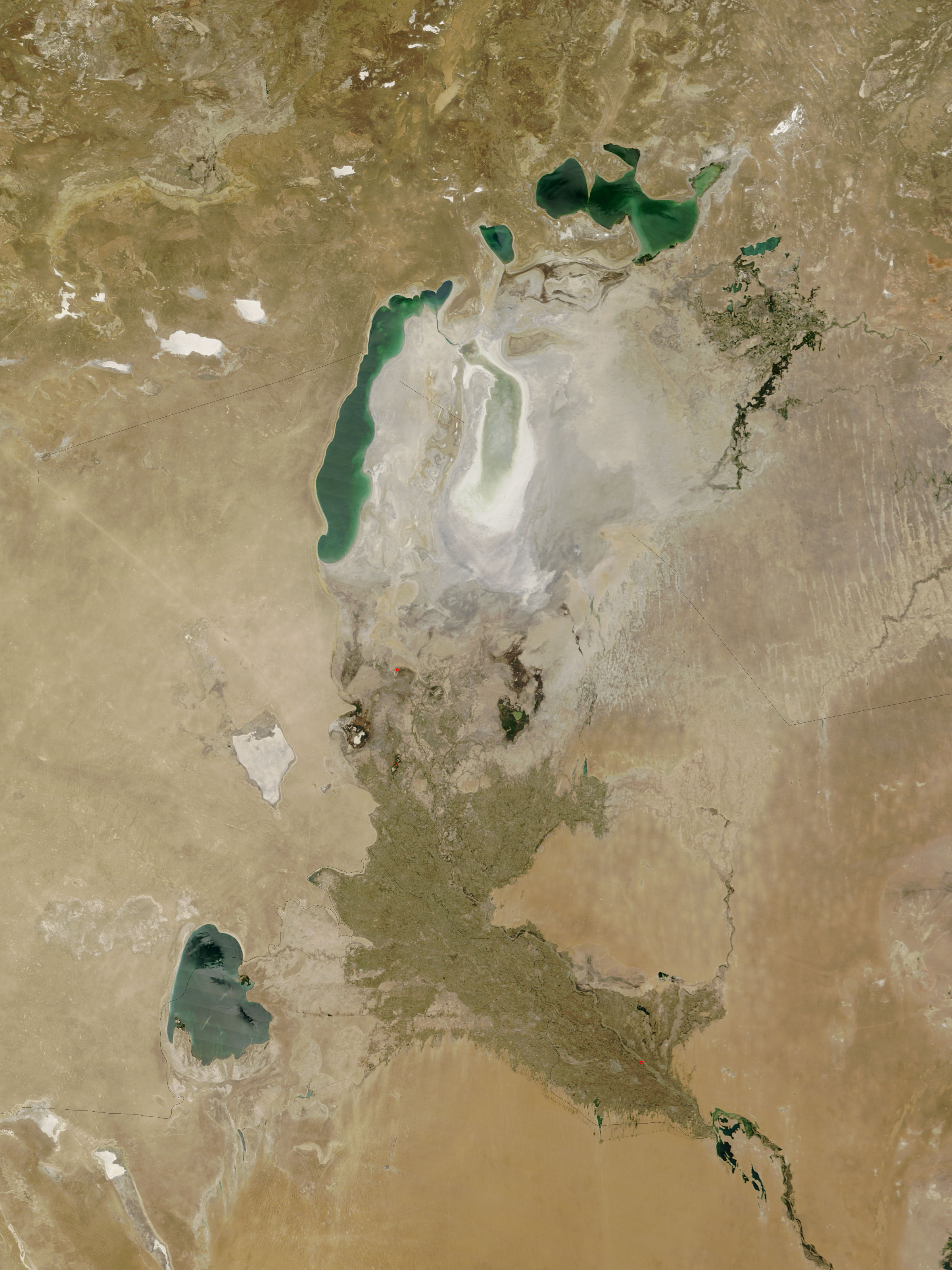
O lago Sariqamish no canto inferior esquerdo, com o delta do Oxo e o que resta do mar de Aral

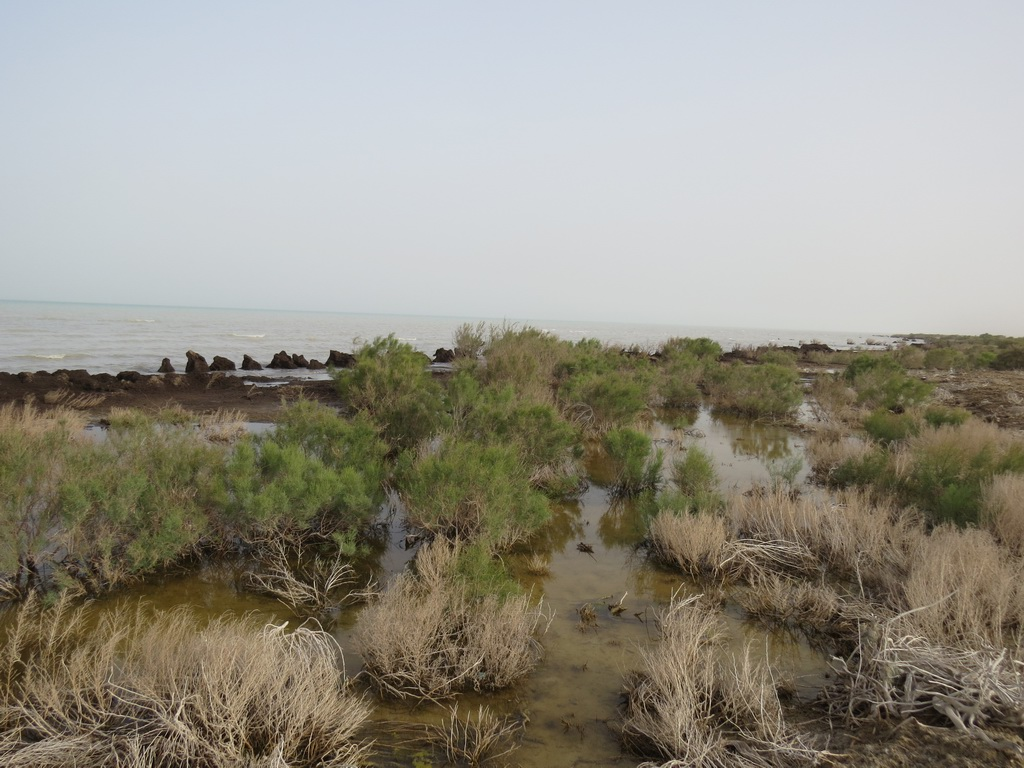
O lago Sariqamish, visto do Uzbequistão

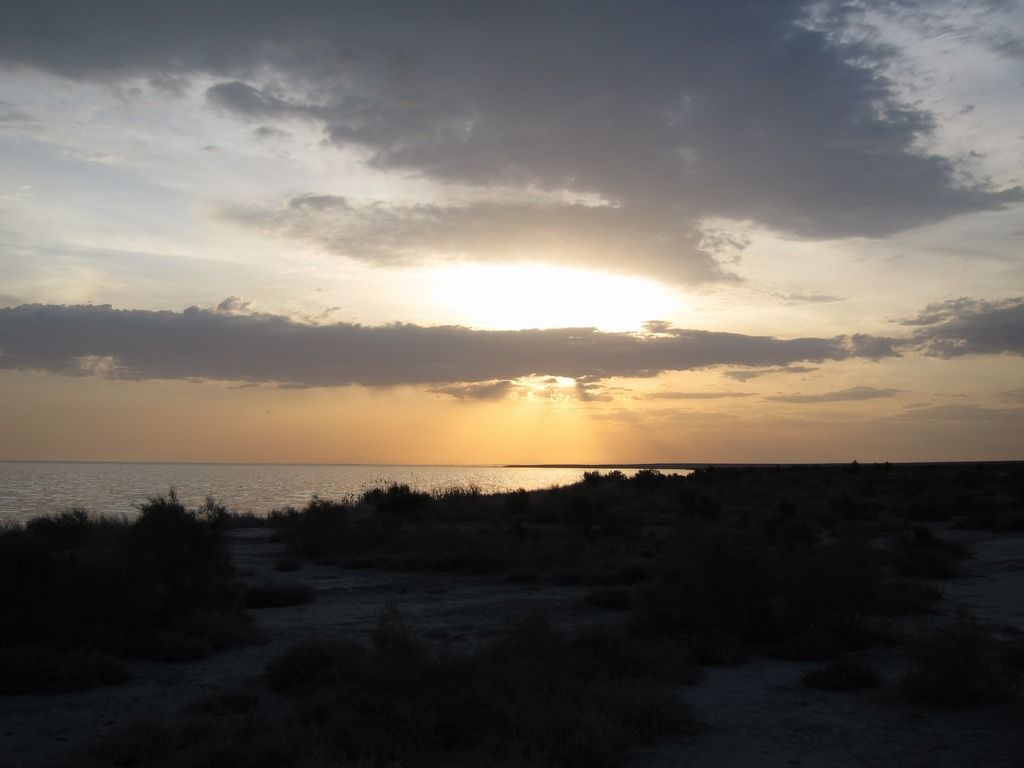
Pôr-do-sol no lago Sariqamish

Até ao século XVII, o lago era alimentado pelo rio Uzboy, distributário do rio Amu Dária, que continuava para o mar Cáspio. Hoje, a principal fonte de água é um canal do rio Amu Dária mas também a água que drena para o lago de terras irrigadas, e que contém altos níveis de pesticidas, herbicidas e metais pesados.
Este lago e outros não intencionais, como o lago Aydar no rio Sir Dária, criados pela negligência dos planificadores da União Soviética, retiraram ao mar de Aral cerca de 150 quilómetros cúbicos de água por ano, diretamente causando a seca do mar de Aral e um enorme desastre ambiental.
O nome do lago vem do túrquico Sari (amarelo) e Qamish (depressão), referência à cor amarela ao silte e ao sal que havia na bacia antes de ser enchida pelos soviéticos. No Turqemenistão atual, as autoridades querem "turquemenizar" o nome dizendo que sarykamysh vem do turqueomeno para cana amarela.